# Tropy wiodą przez prerię
Tropy wiodą przez prerię – powieść autorstwa polskiego pisarza Wiesława Wernica z 1965 roku. Utwór pierwotnie nosił tytuł Wysoki Orzeł, a następnie Czerwona Chmura. Zgodnie z sugestią wydawnictwa Czytelnik, które po raz pierwszy opublikowało książkę, tytuł powieści zmieniono na Tropy wiodą przez prerię. Przetłumaczona na j. niemiecki i słowacki.
Do pierwszych prac nad utworem Wiesław Wernic przystąpił w latach 40. XX wieku, po powrocie do Warszawy z obozów jenieckich w Austrii. Wernic, chorując na szkarlatynę i leżąc w łóżku, napisał pierwsze 78 stron maszynopisu. Po prawie 16 latach, po namowach syna Dominika, dokończył pisanie. Pierwsze wydanie ukazało się w 1965 roku w nakładzie 20 tys. egzemplarzy i rozstało rozsprzedane w ciągu kilku dni.

## Fabuła
Akcja tej powieści przygodowej dzieje się na Dzikim Zachodzie w XIX w. Główny bohater, traper Karol Gordon, wraz z zaprzyjaźnionym doktorem Janem wyrusza na kanadyjskie prerie. Przypadkowo spotykają ślady plemienia Czarnych Stóp, a następnie wraz z Indianami docierają do bogatej w złoto Doliny Siodła. Złoto to usiłuje zdobyć także morderca.